# Primera División B 2011
El campeonato de la Primera División B 2011 del fútbol paraguayo, fue el torneo metropolitano de la Tercera División de Paraguay en su 70ª edición. Se denominó oficialmente “Bicentenario de la Independencia Nacional”. En esta temporada se amplió la cantidad de equipos a doce, dos más que el torneo anterior.

## Sistema de competición
El modo de disputa implementado fue, al igual que en las temporadas precedentes, el de todos contra todos a partidos de ida y vuelta, es decir a dos rondas compuestas por once jornadas cada una con localía recíproca. Se convirtió en campeón el equipo que acumuló la mayor cantidad de puntos al término de las 22 fechas.
En caso de paridad de puntos entre dos contendientes, se define el título en un partido extra. De existir más de dos en disputa, se resuelve según los siguientes parámetros:
1) saldo de goles;
2) mayor cantidad de goles marcados;
3) mayor cantidad de goles marcados en condición de visitante;
4) sorteo.

## Producto de la clasificación
- El torneo coronó al 69° campeón en la historia de la Primera División B.

- El campeón y el subcampeón del torneo, obtuvieron directamente su ascenso a la División Intermedia.

- El equipo que obtuvo el menor puntaje en el torneo, descendió a la Primera División C.

## Ascensos y descensos
| Ascendido a División Intermedia                |
| ---------------------------------------------- |
| River Plate (Campeón de la Primera División B) |

| Descendido a Primera División C                 |
| ----------------------------------------------- |
| Pilcomayo (Peor puntaje en la temporada pasada) |

| Ascendidos de Primera División C                           |
| ---------------------------------------------------------- |
| 3 de Febrero (Campeón de la Primera División C)            |
| General Caballero CG (Subcampeón de la Primera División C) |
| Olimpia de Itá (Tercero de la Primera División C)          |

| Descendido de División Intermedia                |
| ------------------------------------------------ |
| Cerro Corá (Peor puntaje en la temporada pasada) |

## Equipos participantes
| Equipo               | Fundación               | Ciudad              | Estadio                   | Capacidad |
| -------------------- | ----------------------- | ------------------- | ------------------------- | --------- |
| 1º de Marzo          | 1 de marzo de 1963      | Fernando de la Mora | 1° de Marzo               | 2000      |
| 29 de Setiembre      | 30 de abril de 1942     | Luque               | Molino                    | 2500      |
| 3 de Febrero         | 10 de marzo de 1919     | Asunción            | 3 de Febrero              |           |
| 3 de Noviembre       | 15 de mayo de 1959      | Asunción            | Rubén Ramírez             | 1500      |
| Cerro Corá           | 1 de marzo de 1925      | Asunción            | Andrés Rodríguez          | 6000      |
| Cristóbal Colón      | 25 de octubre de 1925   | Ñemby               | Pablo Patricio Bogarín    | 1980      |
| General Caballero CG | 10 de febrero de 1948   | Luque               | 26 de Febrero             | 1000      |
| Martín Ledesma       | 22 de setiembre de 1914 | Capiatá             | Enrique Soler             | 5000      |
| Olimpia de Itá       | 8 de marzo de 1921      | Itá                 | Presbítero Manuel Gamarra | 6000      |
| Presidente Hayes     | 8 de noviembre de 1907  | Asunción            | Kiko Reyes                | 6000      |
| Resistencia          | 27 de diciembre de 1917 | Asunción            | Tomás Began Correa        | 5000      |
| Silvio Pettirossi    | 11 de marzo de 1926     | Asunción            | Bernabé Pedrozo           | 4200      |

### Distribución geográfica de los equipos
| Región               | Cant. | Equipos |
| -------------------- | ----- | --- |
| Distrito Capital     | 6     | 3 de Febrero, 3 de Noviembre, Cerro Corá, Presidente Hayes, Resistencia, Silvio Pettirossi.                                                          |
| Departamento Central | 6     | 1° de Marzo (Fernando de la Mora), 29 de Setiembre y General Caballero CG (Luque), Olimpia (Itá), Cristóbal Colón (Ñemby), Martín Ledesma (Capiatá). |

## Resultados finales
Se consagró campeón el Club 29 de Setiembre y fue subcampeón el club Resistencia. El goleador del equipo campeón fue Cristhian Maciel, quien completó 19 tantos en total.
El Silvio Pettirossi quedó en última posición y descendió a la Primera C.

## Clasificación
| Pos. | Equipos              | PJ | Pts. |
| ---- | -------------------- | -- | ---- |
| 1.   | 29 de Setiembre      | 22 | 47   |
| 2.   | Resistencia          | 22 | 44   |
| 3.   | Olimpia de Itá       | 22 | 42   |
| 4.   | 3 de Febrero         | 22 | 32   |
| 5.   | Cristóbal Colón      | 22 | 31   |
| 6.   | 1º de Marzo          | 22 | 31   |
| 7.   | General Caballero CG | 22 | 29   |
| 8.   | Cerro Corá           | 22 | 27   |
| 9.   | Martín Ledesma       | 22 | 27   |
| 10.  | Presidente Hayes     | 22 | 27   |
| 11.  | 3 de Noviembre       | 22 | 22   |
| 12.  | Silvio Pettirossi    | 22 | 4    |

 Pos=Posición; PJ=Partidos jugados; Pts=Puntos.
|  |                                               |
|  | Campeón. Ascendió a la División Intermedia    |
|  | Subcampeón. Ascendió a la División Intermedia |
|  | Descendió a Primera División C                |

## Campeón
| 29 de Setiembre 1.er título |